# Persoonia angustiflora
Persoonia angustiflora är en tvåhjärtbladig växtart som beskrevs av George Bentham. Persoonia angustiflora ingår i släktet Persoonia och familjen Proteaceae. Inga underarter finns listade i Catalogue of Life.